# Bez cięcia
Bez cięcia – jedyny album solowy polskiego rapera Wiśnix'a, współzałożyciela grupy hip-hopowej Ski Skład. Wydawnictwo ukazało się 20 lutego 2006 roku nakładem wytwórni muzycznej UMC Records. Album wyprodukował w całości Stiepek. Scratche wykonał PotnijTo, natomiast mastering zrealizował Tabb.

## Lista utworów
Opracowano na podstawie materiału źródłowego.
1. "Intro" (produkcja: Stiepek)
2. "Co jest" (produkcja: Stiepek)
3. "Nadejdzie dzień" (gitara: Tomek, produkcja: Stiepek)
4. "Skit Tramwaj"
5. "Yo-Yo" (gościnnie: Kobra, produkcja: Stiepek)
6. "Po to" (produkcja: Stiepek, gościnnie: BF.Co)
7. "Słyszałem" (produkcja: Stiepek)
8. "Są takie" (produkcja: Stiepek)
9. "Porażka" (produkcja: Stiepek)
10. "Kac" (gościnnie: Tehac Wudu, 52 Dębiec, produkcja: Stiepek)
11. "Schody" (gitara: Tomek, produkcja: Stiepek)
12. "Bonus" (produkcja: Stiepek)
13. "Sen" (gitara: Tomek, produkcja: Stiepek)
14. "Outro - The Finisz" (produkcja: Stiepek)